# 張建基
張建基，字存山。直隸永清縣人，清朝政治人物。

## 生平
道光二十一年（1841年）進士。道光二十七年（1847年）任湖北蒲圻縣（今屬湖北省赤壁市）知縣。